# 救急告示医療機関
救急告示医療機関（きゅうきゅうこくじいりょうきかん）とは、消防法2条9項により1964年の「救急病院等を定める省令（昭和39年2月20日厚生省令第8号）」に基づき、都道府県知事が指定する医療機関である。救急病院や救急診療所とも呼ばれる。

## 要件
救急告示医療機関の要件は、
1. 救急医療について、相当の知識及び経験を有する医師が常時診療に従事していること。
2. エックス線装置、心電計、輸血及び輸液のための設備その他救急医療を行うために必要な施設及び設備を有すること。
3. 救急隊による傷病者の搬送に容易な場所に所在し、かつ、傷病者の搬入に適した構造設備を有すること。
4. 救急医療を要する傷病者のための専用病床又は当該傷病者のために、優先的に使用される病床を有すること。

とされている（省令第1条）。